# Lipno (ort i Tjeckien)
Lipno är en ort i Tjeckien.   Den ligger i regionen Ústí nad Labem, i den nordvästra delen av landet, 60 km väster om huvudstaden Prag. Lipno ligger 279 meter över havet och antalet invånare är 505.
Terrängen runt Lipno är platt åt nordväst, men åt sydost är den kuperad. Terrängen runt Lipno sluttar norrut. Runt Lipno är det ganska glesbefolkat, med 34 invånare per kvadratkilometer. Närmaste större samhälle är Žatec, 10,0 km väster om Lipno. Trakten runt Lipno består till största delen av jordbruksmark.